# Vox Populi (programa de televisão)
Vox Populi foi um programa de entrevistas brasileiro apresentado na TV Cultura entre 1977 e 1986.
O nome do programa baseou-se na expressão latina vox populi, que significa a voz do povo, para ser um talk show em que uma gama das perguntas ao entrevistado eram feitas por populares em cenas gravadas na rua, em câmaras de 16 mm, e apresentadas por VT nos estúdios da TV Cultura, num monitor de chroma key. Além de populares, algumas perguntas eram de pessoas envolvidas com a área de atuação ou com relações pessoais ao entrevistado.
Durante os noves anos, o programa foi conduzido, ou apresentado, por jornalistas como Paulo Roberto Leandro, Joseval Peixoto, Armando Figueiredo e Heródoto Barbeiro, e entre os entrevistados, personalidades como Adib Jatene, Caetano Veloso, Chico Buarque, Chico Landi, Cora Coralina, Dilson Funaro, Ibrahim Sued, Jorge Amado, José Celso Martinez Corrêa, Regina Duarte, Walter Clark, entre outros.
Com o fim do programa, a emissora estreou, no mesmo horário, o Roda Viva.